# Турула Павло
Турула Павло (псевдо: «Яворівський»; 11 травня 1909, с. Ріп'янка, тепер Калуський район, Івано-Франківська область — 18 серпня 1999, Чикаго, США) — член-засновник УГВР, керівний член ОУН, науковець і громадський діяч.

## Біографія
Народився Павло в 11 травня 1909 році в селі Ріп'янка, тепер Калуський район, Івано-Франківська область. Гімназію закінчив у Львові, хімічні студії у Гданську та Цюриху, закінчив докторат із хімії у Мюнхені наприкінці 1930-х років.
У 1938 році одружився з Оленою (Галею) Чайківською, батько якої Теодор Чайківський був капеланом УГА і загинув під Житомиром в бою з більшовиками. Сама Галина була членом ОУН і навіть майже рік відсиділа у польській в'язниці.
У 1939 році сім'я переїжджає в Німеччину, спершу у Фрайзінг, згодом у Мільгайм, де Павло працює в харчовій промисловості. Там у них народжується двоє дітей.
На початку 1942 року родина переїхала до Львова, де Турула працює професором хімії у Фармацевтичному інституті у Львові (1942—1944). Водночас він був керівником лабораторії, яка готувала ліки для мережі ОУН і збройних відділів УПА.
11—15 липня 1944 року поблизу сіл Недільна та Сприня на Самбірщині під охороною відділів УПА відбулися Установчі збори Української головної визвольної ради — об'єднаного політичного й військового центру українських революційно-визвольних змагань, фактично підпільного парламенту й уряду України. Турула взяв участь у проведенні зборів, і за рішенням Головного Збору УГВР став членом Закордонного представництва (ЗП УГВР). Уже в серпні він із сім'єю виїхав через Братиславу, де пробув пів року, до Мюнхена, а звідти в містечко Травнштайн, яке потрапило в американську зону окупації.
У Травнштайні зібралось тисячі біженців зі Сходу Європи, які гуртувалися у національні групи, і Павло Турула деякий час був комендантом табору для українців. Тут у Турулів народилася третя дитина. Згодом українців перевели в Діллінген, а Турула переселився у Новий Ульм. Він продовжував виконувати організаційні обов'язки в таборі і крім цього викладав харчову хімію у фармацевтичній вищій школі в Мюнхені.
В 1950 році Турули переїхали до США, в Чикаго, де оселилися напостійно. Подружжя працювало за спеціальністю і займалося активною громадською роботою. Павло у 1970-х роках був у керівництві товариства «Самопоміч», яке було створене в 1940-х роках і з якого утворилися різні громадські організації української діаспори США, зокрема кредитна спілка «Самопоміч». Також допомагав дружині в її праці у «Пласті». Спільно допомагали Українському Національному Музею.
Брав участь в Конференції Середовища УГВР 10—11 жовтня 1987 року у Нью-Йорку.
1994 року, у 50-ту річницю УГВР, сім'я вперше за 50 років відвідала Україну.
Павло Турула помер 18 серпня 1999 року, Олена Турула померла 3 грудня 2010 року.